# André Ceciliano
André Luiz Ceciliano (Nilópolis, 28 de fevereiro de 1968) é um político brasileiro filiado ao Partido dos Trabalhadores (PT). Foi duas vezes prefeito de Paracambi e quatro vezes deputado estadual pelo Rio de Janeiro. Eleito deputado estadual no Rio de Janeiro, foi presidente da Assembleia Legislativa do Estado do Rio de Janeiro. Ceciliano concorreu ao Senado Federal nas eleições de 2022, sendo derrotado por Romário.

## Biografia
Nascido em Nilópolis, de família italiana (originalmente "Siciliano"), mudou-se para Paracambi aos cinco anos de idade. Em 1996, aos 28 anos, entrou para a política, disputando pela primeira vez o cargo de prefeito do município de Paracambi, não sendo eleito por uma diferença de 97 votos.
Concorreu a deputado estadual dois anos depois, em 1998, tendo sido eleito com 19.122 votos. No seu primeiro mandato, foi eleito o terceiro vice-presidente da Mesa Diretora da ALERJ, para o biênio 1999-2000.

### Prefeito de Paracambi
Em 2000, conseguiu eleger-se prefeito do município de Paracambi com 15.154 votos. Em seu mandato, a Prefeitura do município instalou a Fábrica de Conhecimento, um polo educacional e cultural, no prédio que sediava a fábrica de tecidos da antiga Companhia Brasil Industrial.
Na disputa pela reeleição à prefeitura, em 2004, foi derrotado por uma diferença de 528 votos. Sua coligação recorreu ao TRE-RJ, alegando demonstrar elementos probatórios de compra de votos. Em julgamento posterior, o TRE-RJ cassou o então empossado Flavio Campos Ferreira, devolvendo o comando da prefeitura de Paracambi a André Ceciliano.
Ao final do mandato na Prefeitura de Paracambi, candidatou-se a prefeito no município vizinho, Japeri, ficando em segundo lugar na disputa.

### Deputado estadual
Em 2011, retornou a ALERJ, sendo eleito com 28.035 votos. Foi reeleito em 2014 para a legislatura 2015-2019, com 31.207 votos. Foi eleito vice-presidente da ALERJ para o biênio 2015-2016, e vice-presidente da casa no biênio seguinte (2017-2018). Nas eleições de 2018, André Ceciliano foi reeleito deputado estadual para a 12ª legislatura (2019-2023) da ALERJ, com 46.893 votos.
Foi um dos coautores de uma lei que proíbe a revista íntima em visitas a presídios no estado. Em abril de 2015, em polêmica votação, foi um dos parlamentares a votar a favor da nomeação de Domingos Brazão para o Tribunal de Contas do Estado do Rio de Janeiro, nomeação esta muito criticada na época.
Em fevereiro de 2017, foi um dos 41 deputados estaduais a votar a favor da privatização da CEDAE, com a finalidade de colocar em dia a folha salarial dos servidores do estado e garantir seu retorno ao Regime de Recuperação Fiscal (RRF); tendo sido também um dos 45 deputados que votou a favor da retirada desse garantia em 18 de setembro de 2018, quando a mesma pôde ser substituída por um valor a receber da companhia perante o governo federal, oriundo de uma ação provida no Supremo Tribunal Federal (STF). Depois, em abril, propôs e votou a favor de um projeto suspendendo o leilão da companhia, afirmando que este não poderia prosseguir antes da prorrogação do RRF; após a ALERJ aprovar a suspensão, o governo estadual manteve o leilão da CEDAE através de decreto do governador Cláudio Castro.
Foi autor de um projeto que reserva 10% das vagas de concurso público estadual, nas três esferas de poder, para população com hipossuficiência econômica.

### Presidente da ALERJ
No dia 11 de abril de 2017, André Ceciliano assumiu a presidência da ALERJ interinamente, em razão do licenciamento do então presidente Jorge Picciani por motivo de doença. O primeiro vice-presidente, Wagner Montes, também se encontrava impedido de assumir a vaga por motivos de saúde.
Em 17 de novembro de 2017, votou pela revogação da prisão dos deputados Jorge Picciani, Paulo Melo e Edson Albertassi, denunciados na Operação Cadeia Velha, acusados de integrar esquema criminoso que contava com a participação de agentes públicos dos poderes Executivo e do Legislativo, inclusive do Tribunal de Contas, e de grandes empresários da construção civil e do setor de transporte.
Ceciliano foi responsável por conduzir a votação das mensagens do Regime de Recuperação Fiscal em 2017. Durante a assinatura do acordo de recuperação fiscal do Estado, no Palácio Guanabara, ele cobrou do Ministro da Fazenda Henrique Meirelles uma nova política fiscal na relação entre a Petrobras e o Estado.
Em dezembro de 2018, foi divulgado um relatório de 422 páginas produzido pelo Conselho de Controle de Atividades Financeiras (Coaf) que fora anexado pelo Ministério Público Federal à investigação que origem à Operação Furna da Onça e que ganhou grande repercussão nacional por envolver um ex-assessor parlamentar de Flávio Bolsonaro, filho do presidente Jair Bolsonaro. O documento reúne informações a respeito de operações bancárias de 75 funcionários e ex-servidores da ALERJ citadas em comunicados sobre transações financeiras suspeitas. As operações suspeitas, que envolvem pessoas que trabalham ou trabalharam em 20 gabinetes de deputados estaduais do Rio de Janeiro de diferentes matizes ideológicas, totalizam mais de R$ 207 milhões.
O relatório do Coaf apontou que funcionários do gabinete de André Ceciliano na ALERJ movimentaram um total de R$ 49,3 milhões entre janeiro de 2016 e janeiro de 2017, sendo o maior valor apontado pelo documento. De acordo com o relatório, as transações suspeitas foram feitas por quatro servidores de Ceciliano: Elisangela Barbieri, Carlos Alberto Dolavale, Benjamim Barbieri e Ana Paula Pereira Alves.
Por meio de nota, a assessoria do gabinete de André Ceciliano informou que, dos assessores cujos nomes aparecem no relatório do Coaf como responsáveis pelas movimentações suspeitas, Elisangela e Ana Paula ainda trabalhavam para o deputado em dezembro de 2018, Carlos Alberto exerceu função de assessor parlamentar no gabinete entre fevereiro de 2011 e março de 2012 e Benjamim, pai de Elisangela, nunca pertenceu aos quadros do gabinete. Já o Ministério Público Federal, em nota, esclareceu que nem todas as movimentações atípicas citadas no documento seriam, necessariamente, ilícitas. Em fevereiro de 2021, o Tribunal de Justiça do Estado do Rio de Janeiro não encontrou indícios de envolvimento de Ceciliano em esquema de “rachadinha” com assessores de seu gabinete, e o caso foi rebaixado para primeira instância, prosseguindo a investigação sobre o ex-assessor de Ceciliano, Carlos Dolavale.
Em fevereiro de 2019, Ceciliano foi eleito presidente da ALERJ, sendo o único candidato na disputa, com 49 votos. Em fevereiro de 2021, também em chapa única, foi reeleito presidente da ALERJ com 64 votos.
Em 9 março de 2021, foi aprovado pela ALERJ o projeto de lei 3.489/21, de autoria de Ceciliano, que altera o nome do Maracanã, oficialmente batizado de Estádio Jornalista Mário Filho para "Estádio Edson Arantes do Nascimento - Rei Pelé", com a justificativa de homenagear Pelé ainda em vida com o nome do palco mais importante do futebol brasileiro. A mudança despertou reação negativa do público em geral, da imprensa, da família do jornalista e de historiadores que contestaram a adequabilidade da mudança de nome. O governador Cláudio Castro vetou o projeto, atendendo a um pedido da ALERJ diante da repercussão contrária à alteração.

### Candidato ao Senado em 2022

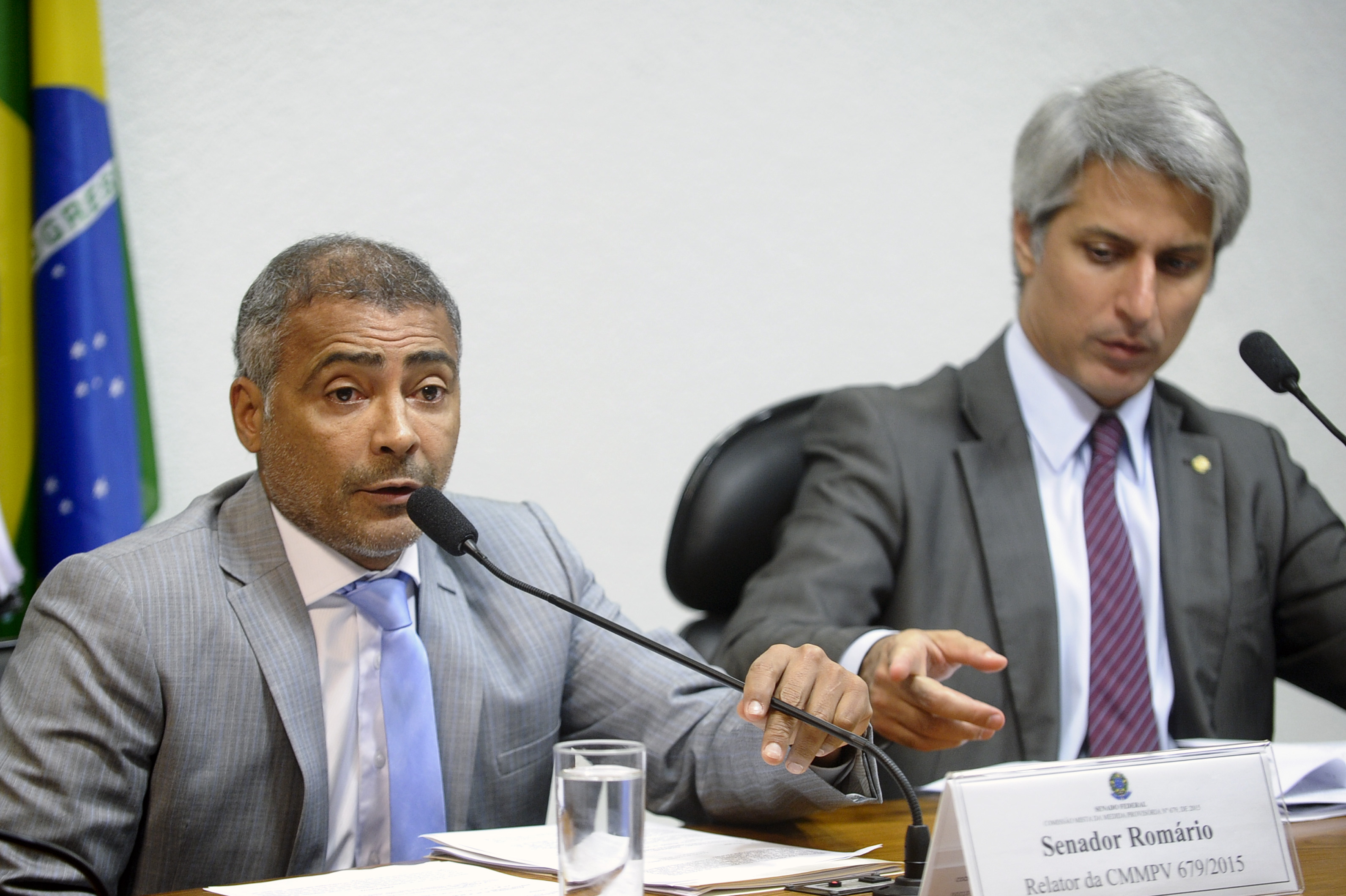
Romário e Alessandro Molon foram concorrentes de Ceciliano pela vaga ao Senado Federal em 2022

Ceciliano foi confirmado como candidato ao Senado Federal pelo PT nas eleições de 2022 na convenção estadual da FE Brasil, da qual o PT faz parte, apoiando as candidaturas de Marcelo Freixo ao governo estadual e de Luiz Inácio Lula da Silva à presidência da República. Ele recebeu o apoio dos demais partidos da FE Brasil (PCdoB e PV) e do Solidariedade.
Criticado por membros do PSB, PSOL e outros setores da esquerda, como artistas e influenciadores, devido à sua proximidade com o governador Cláudio Castro e outros políticos bolsonaristas; e por insistir que o deputado federal pessebista Alessandro Molon desistisse de concorrer ao Senado, apesar de estar à frente do petista nas pesquisas eleitorais e mais próximo de alcançar Romário, candidato à reeleição pelo PL; Ceciliano e seus aliados, incluindo outros artistas e intelectuais, alegaram que o PSB teria quebrado um acordo entre as legendas para que o petista fosse o candidato ao Senado da coligação, acordo que Molon negou ter feito ou possuir envolvimento. Apoiadores de Ceciliano também afirmaram que o presidente da ALERJ possuía maior capilaridade no interior do estado; e que ele não deixou o PT no momento de crise do partido durante a Operação Lava Jato. Ceciliano e Molon seguiram suas campanhas separadamente, ambos apoiando Freixo e Lula.

Ceciliano ficou em quinto lugar na eleição, com 986.676 votos (12,08% dos válidos) perdendo a disputa para Romário, que foi reeleito com 2.384.331 votos (29,19% dos válidos). Seu filho, Andrezinho Ceciliano, foi eleito para a ALERJ com 54.851 votos.